# Razlog
Razlog é um município da Bulgária localizado na província de Blagoevgrad.
Possui 21.456 habitantes (31/12/2008).

## População
| Razlog | Razlog | Razlog | Razlog | Razlog | Razlog | Razlog | Razlog | Razlog | Razlog | Razlog | Razlog | Razlog | Razlog | Razlog | Razlog | Razlog | Razlog | Razlog | Razlog |
| --- | ------ | ------ | ------ | ------ | ------ | ------ | ------ | ------ | ------ | ------ | ------ | ------ | ------ | ------ | ------ | ------ | ------ | ------ | ------ |
| Ano | 1887   | 1910   | 1934   | 1946   | 1956   | 1965   | 1975   | 1985   | 1992   | 2001   | 2002   | 2003   | 2004   | 2005   | 2006   | 2007   | 2008   | 2009   | 2010   |
| População |        |        |        | 6,912  | 8,611  | 10,459 | 13,672 | 13,979 | 13,422 | 12,738 | 12,614 | 12,578 | 12,515 | 12,534 | 12,539 | 12,465 | 12,501 | 12,490 | 12,499 |
| Fontes: Instituto Nacional de Estatísticas, „citypopulation.de“, „pop-stat.mashke.org“, Bulgarian Academy of Sciences |        |        |        |        |        |        |        |        |        |        |        |        |        |        |        |        |        |        |        |